# ساعة (أبل)
الساعة هو تطبيق هاتف محمول لضبط الوقت متاح منذ الإطلاق الأولي لجهاز آيفون وآيفون أو إس 1 في عام 2007، مع إصدار أصدر لاحقًا لأجهزة آي باد مع نظام التشغيل آي أو إس 6. وأجهزة ماك مع إصدار ماك أو إس فينتورا، يتكون التطبيق من ساعة عالمية ومنبه وساعة توقيت ومؤقت. تُظهر أيقونة التطبيق الوقت الحالي للجهاز عند مشاهدته من الشاشة الرئيسية، مما يجعله أحد تطبيقات آي أو إس الوحيدة التي تحتوي على أيقونة ديناميكية.